# Giuseppe Cornara
Giuseppe Cornara (Gamalero, 30 dicembre 1908 – Alessandria, 5 settembre 1996) è stato un calciatore italiano.

## Caratteristiche tecniche
Era un attaccante dai "piedi buoni", particolarmente forte di testa.

## Carriera
Esordì come calciatore nell'Alessandria, prima di giocare per due anni nel Taranto, durante il servizio di leva. Vanta 60 presenze e 18 reti in Serie A con i grigi, con il Casale e la Sampierdarenese, prima di chiudere la carriera, in Serie B alla Pro Vercelli.
Ricordato principalmente come calciatore, fu anche un esperto tennista.

## Dopo il ritiro
Negli anni della maturità divenne talent-scout; fondò nel 1957 il Centro Addestramento Giovani Calciatori dell'Alessandria, tra le prime scuola calcio italiane: fu lui a seguire la crescita di Gianni Rivera nelle giovanili del club piemontese. Nel 1958 gli fu conferito il premio Seminatore d'Oro per il suo lavoro con i giovani.
Allenò anche i tennisti Corrado Barazzutti e Roberto Lombardi.
Morì nel 1996, a 87 anni.